# رنسوم‌ویل (نیویورک)
رنسوم‌ویل (به انگلیسی: Ransomville) یک منطقهٔ مسکونی در ایالات متحده آمریکا است که در شهرستان نیاگارا، نیویورک واقع شده‌است. رنسوم‌ویل ۱۶٫۱ کیلومتر مربع مساحت و ۱٬۴۱۹ نفر جمعیت دارد و ۹۹ متر بالاتر از سطح دریا واقع شده‌است.